# Setge de Barcelona (1713-1714)
El setge de Barcelona va ser una operació militar central dins de la Guerra dels catalans, darrer episodi hispànic de la Guerra de Successió Espanyola, entre el 25 de juliol de 1713 i l'11 de setembre de 1714. Tot i que Barcelona ja fou assetjada en aquesta mateixa guerra uns anys abans —Setge de Barcelona (1706)— implicant a tropes de les grans potències; durant la Guerra dels Catalans els exèrcits estrangers foren evacuats i va enfrontar els defensors de Barcelona, compostos per la Coronela, l'exèrcit regular català, de tropa procedent de la resta de territoris de la Corona d'Aragó, i soldats d'altres territoris que sostenien Carles III. Fou plantejat pel duc de Pòpoli inicialment més com un bloqueig a ultrança en lloc d'un setge convencional. L'entrada en joc d'un exèrcit provinent del Regne de França, el juliol del 13, per donar suport a l'exèrcit espanyol amb el canvi de direcció militar cap al duc de Berwick, més interessat a prendre la ciutat que a destruir-la, decantà severament el curs del setge, convertint-lo en un assalt de trinxeres i mines a les muralles. Molt sobrepassats en nombre, i completament envoltats de soldats borbònics, els caps de la guarnició i els líders catalans van triar la resistència fins a la mort.
La resistència oferta a Barcelona i als altres territoris de la Corona d'Aragó va aprofitar-la Felip V d'Espanya per destruir les muralles de les ciutats que s'havien resistit a l'avanç borbònic, i per establir una duríssima repressió que va culminar amb la crema de ciutats, com Xàtiva, la derogació de lleis i furs, i l'empresonament i mort de molts ciutadans, establint definitivament un estat sota les lleis de la Corona de Castella. El 1716, amb els Decrets de Nova Planta es crea doncs l'estat espanyol amb capital a Madrid, a l'estil del model d'estat absolutista i centralista francès.
L'execució de la defensa en la batalla de Barcelona s'utilitzarà en època de la Renaixença com a símbol de la resistència del poble de Catalunya en defensa del país, i el referent ha merescut la consideració de recordar-ne la data com a Diada Nacional de Catalunya.

## Antecedents
La primera meitat del tumultuós i bèl·lic segle xviii es caracteritzà, a Europa, per un complicat tauler d'aliances i pactes necessaris per equilibrar les balances de poder dels estats. Lluites dinàstiques i guerres sens fi imposaren hegemonies, imperis i noves rutes comercials. El Regne de França, que d'ençà del Tractat dels Pirineus havia eclipsat el poder internacional dels regnes hispànics i el Regne d'Anglaterra i lluitaven pel domini del món occidental.
El segle xviii comença amb la mort sense descendència de Carles II el Hechizado. Dos mesos abans de morir, per pressions de Lluís XIV de França i alguns cortesans va redactar el seu testament en el qual dividia els dominis dels Habsburg, nomenant hereu dels regnes hispànics el príncep Felip, net de Lluís XIV. Aquesta decisió va provocar immediatament la guerra entre les potències europees i va desfermar una llarga guerra civil entre els regnes hispànics.

### La Guerra de Successió Espanyola (1705-1713)
La Guerra de Successió serà sostinguda directament per la coalició formada inicialment pel Regne d'Anglaterra (després Regne de la Gran Bretanya), la República de les Províncies Unides i el Sacre Imperi Romanogermànic units pel seu desig d'evitar l'hegemonia del Regne de França en el continent, i fan costat al pretendent austríac, l'arxiduc Carles. França, que amb tant d'èxit havia coronat les seves hàbils intrigues polítiques, es posa al costat de Felip V de Borbó. El Regne de Castella s'hi mantindrà fidel i lluitarà pel rei legítim establert pel Carles II, però la Corona d'Aragó farà costat a la candidatura de l'arxiduc Carles d'Àustria, que oferia garanties sinceres de respecte als furs.
Els primers anys de la guerra van ser favorables a l'arxiduc Carles. Acompanyat d'un exèrcit anglès i d'una esquadra angloholandesa, va desembarcar a Lisboa el 1704 i el mateix any, amb participació catalana, va prendre Gibraltar, cosa que va donar a la flota de la reina Anna d'Anglaterra la clau de la Mediterrània. El 17 d'agost del 1705 els aliats proclamaren rei l'arxiduc Carles a la ciutat de Dénia, amb el suport de la població civil. Poc després assetjaren Barcelona, que capitulà, i el pretendent austríac entrà a la ciutat el 9 d'octubre de 1705 enmig de la joiosa rebuda de la població de Catalunya, que el proclamà Carles III d'Espanya. Les Balears i el País Valencià seguiren l'exemple de Barcelona. A l'Aragó, tot i que Felip V —igual que a Catalunya— hi havia jurat inicialment els furs en 1701, a causa del comportament dels francesos i del virrei castellà, comte de San Esteban de Gormaz, creix també l'animositat contra els borbònics, i el 8 de desembre de 1705 es produeix a Saragossa un aixecament antifrancès, que té rèpliques a diverses poblacions del regne, finalment, en 1706, l'arxiduc Carles fou proclamat rei a Saragossa.
La reacció bèl·lica de Felip d'Anjou l'any següent dugué el principal exèrcit pro-Habsburg a la península, el duc d'Anjou va guanyar la iniciativa i James Fitz-James Stuart es va dirigir cap a l'Ebre mentre François Bidal d'Asfeld va rebre l'encàrrec de capturar les viles del sud del Regne de Valènciai tingué com a conseqüència la conquesta dels regnes de València i d'Aragó, després de la batalla d'Almansa el 25 d'abril de 1707.
A la península, la guerra es desenvolupava entre atacs i contraatacs dels dos bàndols. Carles III ocupà Madrid, però Felip V la recuperà. Mentrestant, John Leake, en nom del Regne d'Anglaterra ocupà Menorca el 29 de setembre de 1708, puix que calia mantenir permanentment una flota al Mediterrani occidental que contrarestés la flota francesa de Toló, i els ports italians no eren prou segurs.

### El Tractat d'Utrecht (1713)
La guerra es perllongà durant anys; Catalunya i les Balears aguantaven en mans aliades, però l'emperador Josep I, germà de l'arxiduc Carles morí, sense descendència masculina i en heretar Carles la corona imperial, davant la possibilitat, si arribava a ser rei dels regnes hispànics, de reunir una altra vegada els extensos territoris que havien constituït l'imperi de Carles V, el Regne Unit de la Gran Bretanya canvià radicalment d'actitud: abandonà Carles i Catalunya a canvi de dues cartes en el joc del poder: Gibraltar i Menorca. La pau europea es va signar a Utrecht l'abril de 1713. Felip V s'assegurava el tron d'Espanya i els anglesos el seu predomini a la Mediterrània occidental.
Així, tot i que el regne d'Aragó i el Regne de València havien estat annexionats a Castella, Catalunya resistia encara a favor de l'Arxiduc i estava disposada a lluitar fins al final. Tanmateix, els van abandonar el territori a la seva sort. Al cap d'un temps, el mateix Arxiduc es va desinteressar i els catalans del Principat i les Balears es van trobar sols, resistint a Barcelona contra les tropes filipistes.

## La Guerra dels catalans (1713-1714)

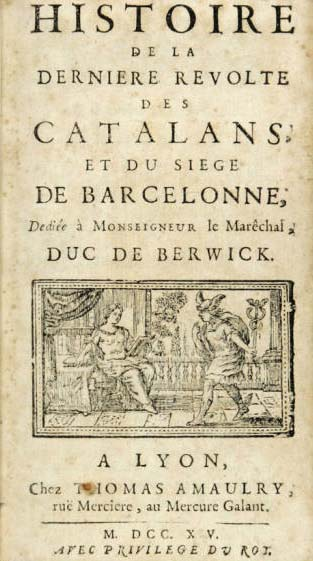
El 1713 s'inicià la darrera campanya militar de la Guerra de Successió Espanyola, que Felip V anomenà «Guerra dels catalans» i els francesos «Rebel·lió dels Catalans».

Després de dos dies de reunions, la Junta de Braços decidí lluitar contra els borbònics tot i la retirada de les tropes aliades i la traïció d'Anglaterra; s'iniciava així la darrera fase de la guerra, definida pels borbònics com a «Guerra de Catalunya» o «Rebel·lió dels Catalans». Havent decidit la resistència, la Generalitat feu una crida a l'allistament i la revolta contra els invasors que fou anunciada per gairebé totes les ciutats i pobles del Principat:
| « | Tothom generalment us notifiquen, i fan saber, de part dels Ex. i fid. Senyors Diputats del General del Principat de Catalunya en Barcelona residint; i per deliberació, amb intervenció dels Ex. i fid. Senyors oïdors de comptes, lo dia present feta, en nostre consistori, inseguint lo consell dels Ex. i fid. Braços generals militar i reial. Que havent resolt lo precaucionar-se amb la defensa de les places i fronteres del present Principat, no permetent que los enemics preocupen aquelles, per interessar la major seguretat de les generals constitucions, usos i costums, llibertats i privilegis, tant dels comuns com dels particulars, així eclesiàstics com seculars, mantenint-se sota el domini de l'emperador i rei N.S. que Déu guarde; per això, qui vulla destinar-se a servir, acude en casa de la diputació de Catalunya, on se'ls allistarà la plaça; i si cossos enters, tant de cavalleria com d'infanteria, volen concórrer a coadjuvar a dita precisa i necessària empresa, s'admetran a sou en la mateixa conformitat, mantenint-se als oficials sos puestos. I perquè les dites coses vinguen a notícia de tots, manen ses Ex. fidelíssimes ésser feta i publicada la present pública crida, pels llocs acostumats de Barcelona, i altres ciutats, viles i llocs del present Principat, on convinga i menester sia. Dat en Barcelona als 9 de juliol de 1713. | » |
| — | |   |

### Bloqueig de Barcelona: el duc de Pòpoli
El 25 de juliol de 1713 l'exèrcit borbònic —uns 25.000 homes comandats pel duc de Pòpoli—, inicià el setge a la ciutat, dins la qual s'hi havien aplegat molts combatents dels altres territoris de la Corona d'Aragó, sobretot aragonesos, que formaren un regiment de cavalleria, un altre de fusellers, dues companyies de voluntaris a peu i una de voluntaris a cavall, i valencians i de les illes que organitzaren diverses companyies de voluntaris, i es van perpetrar alguns atacs infructuosos a causa de l'escassa capacitat artillera dels atacants. S'escollí el general Villaroel, militar borbònic fins a l'ofensiva de 1710, comandant de l'exèrcit català ajudat, entre d'altres, pel valencià Joan Baptista Basset. Durant els primers mesos de setge les tropes borbòniques foren comandades pel duc de Pòpoli, que tot i la seva experiència, es veié incompetent a l'hora de mantenir un setge eficaç a la ciutat. La situació del Principat esdevingué progressivament més inestable pels borbònics a causa de les revoltes i l'aixecament de milers de persones arreu del país que lluitaren contra la invasió. L'exèrcit franco-espanyol fou incapaç d'aturar les guerrilles de la Plana de Vic i el Lluçanès i obligà Pòpoli a mobilitzar tropes destinades al setge de la ciutat comtal, fet que afluixà el bloqueig i permeté importants connexions entre la ciutat i la resistència de l'interior del país. En l'àmbit marítim el setge fou ineficaç i permeté l'arribada de queviures, pólvora i municions provinents de Mallorca a la ciutat de Barcelona.
Entre el 9 d'agost i el 5 d'octubre del 1713 s'inicià l'intent més seriós per part de les autoritats catalanes d'afavorir l'aixecament del país i atrapar l'exèrcit de Pòpoli entre dos focs. L'anomenada Expedició del Braç Militar, encapçalada pel diputat militar Antoni de Berenguer i el general Rafael Nebot, que trenquen el setge desembarcant a Arenys 300 genets i 300 fusellers amb l'objectiu de reorganitzar forces a l'interior del país, perseguits per 10.000 soldats borbònics en diferents columnes, i que arrasen els pobles per on ha passat l'expedició. Acaben reclutant uns 5.000 voluntaris però els és impossible organitzar una acció de socors a la ciutat. Aquest fracàs en l'intent d'atrapar Pòpoli entre dos focs, però consolidà la resistència a l'interior del país i reforçà la plaça de Cardona.
En una primera fase del setge, Pòpoli se centrà en la conquesta dels convents i masos del voltant de Barcelona amb la intenció d'estrènyer el cinturó del bloqueig. Tot i la superioritat numèrica de les tropes borbòniques, aquesta tasca esdevingué un vertader infern per Pòpoli a causa de l'eficàcia de la defensa i, sobretot, de l'artilleria catalana sota el comandament del valencià Joan Baptista Basset que provocà vertaderes matances a les tropes borbòniques. La conquesta de la plana de Barcelona fou cobrada amb moltes víctimes per la banda borbònica i tingué com a punt àlgid la batalla del Convent dels Caputxins on els borbònics perderen uns 500 homes enfront dels 71 que perderen els defensors.
El 30 de novembre de 1713, Diada de Sant Andreu, els 5 magistrats del Consell de Cent de Barcelona finalitzaren el seu mandat anual i foren escollits els nous consellers. Rafael Casanova fou escollit nou Conseller en Cap de Barcelona, màxima autoritat de la ciutat. El càrrec duia aparellat el grau de coronel de la Coronela, la milícia ciutadana, que era la base més nombrosa de la guarnició, i el de cap militar de la plaça, i es convertí en l'ànima de la resistència. El nou govern de la ciutat canvià l'estratègia defensiva duta a terme fins llavors, a l'espera d'ajuda exterior, per una ofensiva, en la que se sortiria a l'atac dels assetjants i organitzar un aixecament a l'interior per desgastar les línies d'aprovisionament i desviar efectius, mitjançant Antoni Desvalls i de Vergós.

#### L'Expedició del Braç Militar

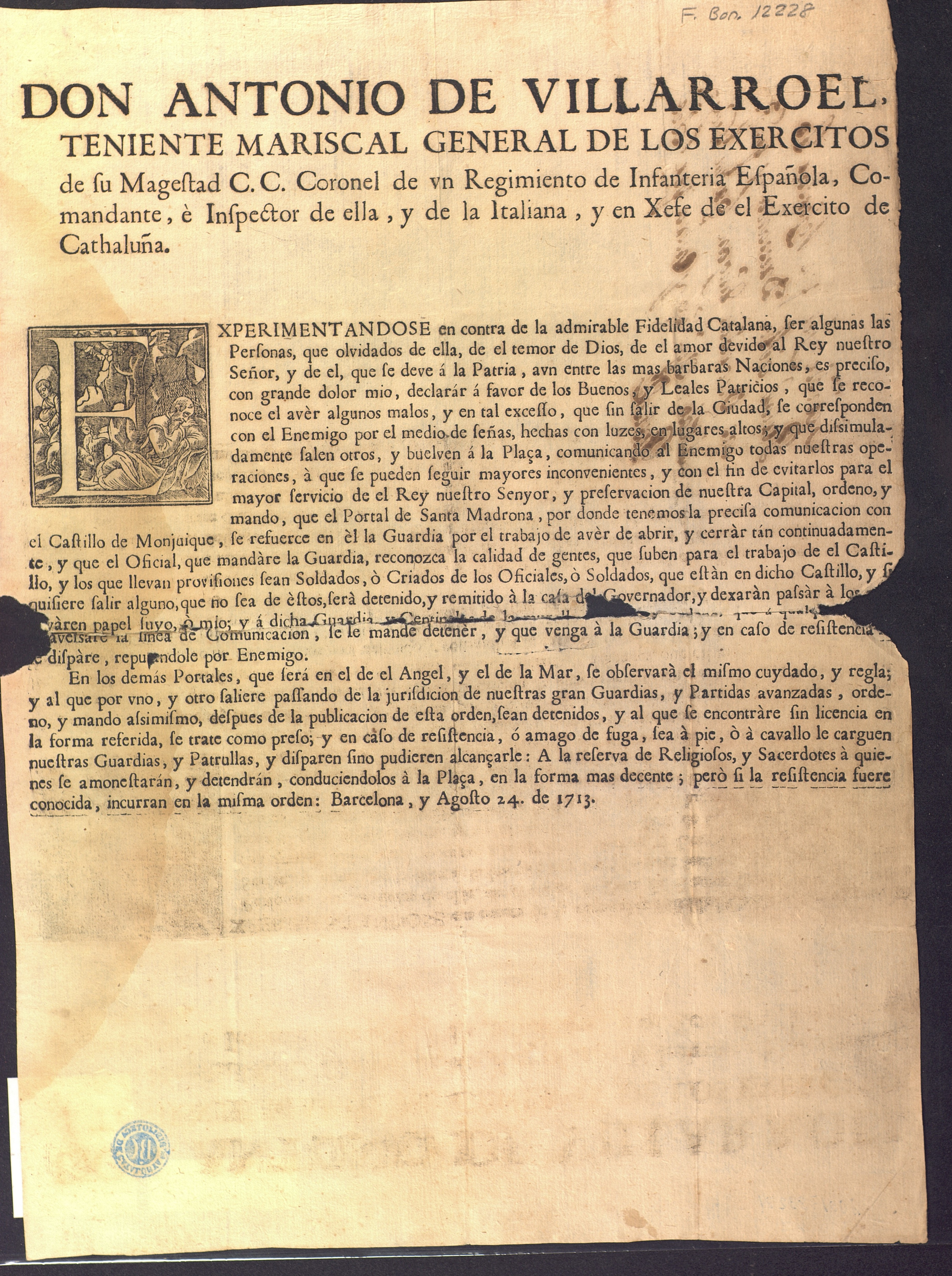
«Ordeno y mando» del Tinent mariscal Antonio de Villarroel (24 d'agost de 1713)

Tot i que el Regne de França firmà la pau amb Sacre Imperi Romanogermànic, s'implicà progressivament en la conquesta del Principat, ara oficialment catalogada de rebel·lió, fet que permeté als borbònics matar tots els presoners que feien en les seves incursions pel país. La crema de pobles sencers com Sallent, el saqueig i les matances indiscriminades esdevingueren pa de cada dia a molts territoris del Principat. Aquesta situació animà milers de persones a sumar-se a la resistència.
Entre el 9 d'agost i el 5 d'octubre de 1713, després de trencar el bloqueig de l'armada francesa, una expedició desembarcà a Arenys de Mar i s'endinsà cap a l'interior del país sota la direcció del diputat militar Antoni de Berenguer i el general de cavalleria Rafael Nebot, entre d'altres, amb uns quatre-cents cavalls i dos o tres-cents miquelets, perseguits constantment pels castellans. Van tornar fins a Alella on Berenguer i Nebot abandonaren als quatre mil homes que els havien seguit, marxant a Barcelona. Mentrestant, Bac de Roda, cap de voluntaris, Antoni Desvalls, Marquès de Poal, membre del Braç Militar i el General Josep Moragues, governador de Castellciutat resistien a l'interior.
L'entrada a fons de França significà l'arribada de més soldats i armament per ampliar el bloqueig marítim i terrestre de la ciutat i reforçar també les guarnicions de ciutats com Vic, Manresa, Martorell, Mataró, Ripoll, Lleida, Hostalric o Vilafranca.

#### La batalla del Convent dels Caputxins
Havent conquerit el Convent dels Caputxins el dia 17 de maig, el duc de Pòpoli pogué avançar les trinxeres i iniciar, gràcies a l'arribada de canons francesos de gran calibre, el bombardeig sistemàtic a la ciutat. Se sap que algunes bombes arribaren al mar, fet que demostra que els morters tenien un angle de foc que cobria la ciutat de punta a punta. L'objectiu no foren les defenses de la ciutat sinó les cases i els ciutadans de Barcelona, com els atacs aeris en massa de les últimes guerres actuals. Tanmateix, i tot i que la ciutat patí greus destrosses i barris sencers quedaren completament enrunats, la població pogué refugiar-se a la platja de Sant Bertran, al peu de Montjuïc; i a l'Arenal, a l'actual Barceloneta. Així doncs, la població se salvà del gran bombardeig refugiant-se fora de la ciutat. Davant d'aquesta situació, Pòpoli demanà a l'almirall Jean Baptiste du Casse, que comandava l'estol del bloqueig marítim a la ciutat, que des del mar es bombardegessin aquelles platges per tal d'obligar la població a entrar de nou a la ciutat. Ducasse respongué que en tota la seva carrera militar no s'havia trobat en una situació igual i que no cometria aquella brutalitat sense una ordre expressa de Lluís XIV de França.
El 30 de novembre de 1713, Rafael Casanova fou nomenat Conseller en Cap de Barcelona, màxima autoritat de la ciutat. El càrrec duia aparellat el grau de coronel de la Coronela, la milícia ciutadana, que era la base més nombrosa de la guarnició, amb uns 4.700 membres que formaven part dels gremis professionals.

#### La batalla naval
El 24 de febrer del 1714, hi va haver davant de Barcelona una batalla naval de la Marina de Catalunya contra els vaixells britànics, que volien fer desistir de la resistència als catalans. En el combat va sortir vencedora l'esquadra catalana sobre l'anglesa, que tingué moltes baixes i a la que li foren capturades 13 naus menors i 2 navilis artillats.

### Setge de Barcelona: arribada del duc de Berwick

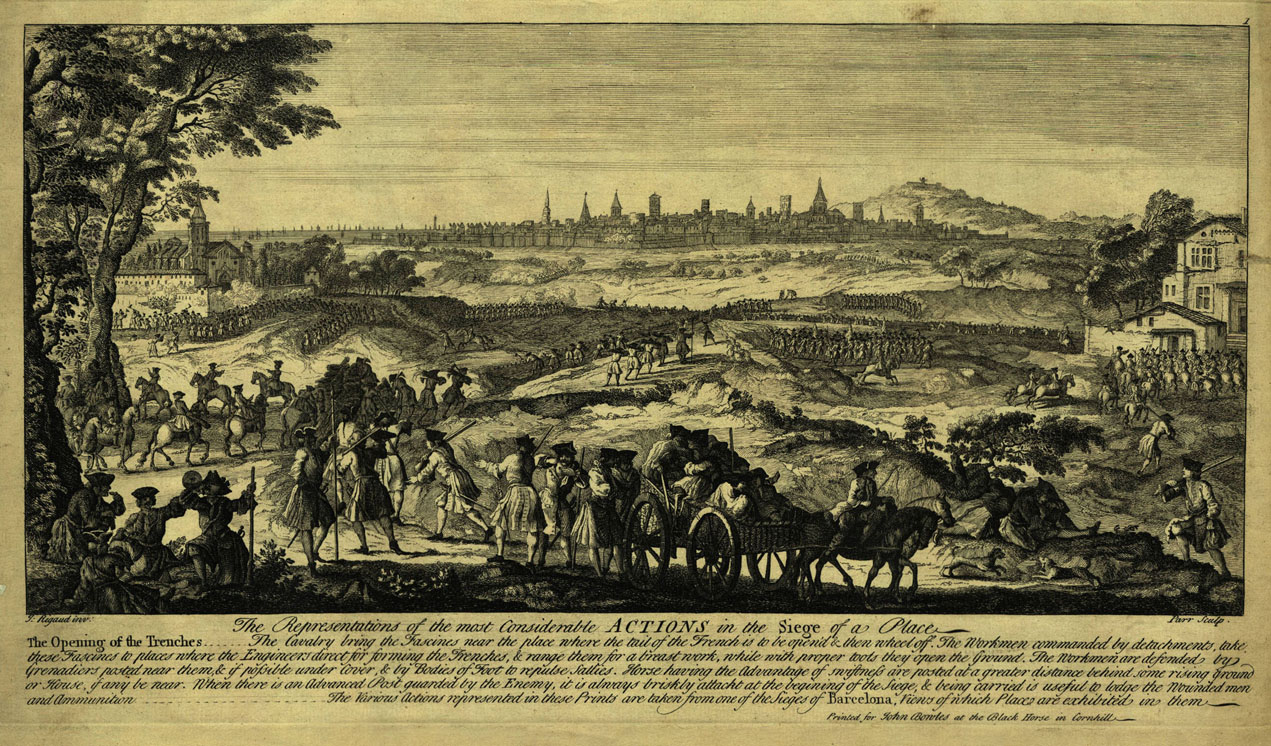
Obertura de les trinxeres a la part de llevant de la ciutat.

El mariscal duc de Berwick, el millor militar del moment després del francès duc de Villars, i probablement superior a l'anglès Marlborough, arribà a Barcelona el dia 6 de juliol per substituir al duc de Pòpoli. Amb ell arribaren més reforços francesos, fet que demostra la definitiva implicació de Lluís XIV de França en la conquesta del Principat de Catalunya en benefici del seu net Felip. S'estima que en aquell moment el total de forces borbòniques al voltant de la ciutat comtal era de 39.000 homes. Els efectius francesos passaven a ser majoria en el total de les forces invasores. Lluís XIV no escatimà esforços en el sotmetiment del Principat: veiem entre l'exèrcit francès importants oficials i coronels, experts enginyers i nobles militars que lluitaren al Rin contra els austríacs o als Països Baixos contra Anglaterra i Holanda. A més a més, per controlar les revoltes populars de l'interior del país i protegir els espatlles dels assetjants Berwick amplià les forces d'ocupació, que s'elevava als 47.000. En total l'exèrcit borbònic arribava a l'extraordinària xifra de 86.000 efectius en un país que no arribava al mig milió d'habitants. Hi havia, si fa no fa, un soldat per família.
La carta de Felip V enviada a Berwick indica fins a quin punt interessava al monarca borbó la conquesta de la ciutat comtal:
| «                            | Debiendo prometerme muy en breve la rendición de la plaza de Barcelona, he juzgado conveniente advertiros de mis intenciones. Estos rebeldes como tales están y son incursos en el mayor rigor de la guerra. Cualquiera gracia que experimenten será un mero efecto de piedad y conmiseración, por lo cual, si arrepentidos de su error, recurrieren antes de abrir la trinchera, pidiendo misericordia, no se la concederéis prontamente, pero les oiréis, y haciéndoles presente su rebeldía, y cuán indignos son de misericordia, los esperanzaréis de ella, ofreciendo interponeros conmigo para que logren a lo menos sus vidas, exceptuando si se puede de esta gracia (que será sólo lo que ofreceréis y nada más) los cabos principales. Si no se dieren por entendidos y dejaren levantar tierra, y abrir brecha, ya en este caso no los oiréis más capitulación que la de rendirse a discreción. Y si todavía aun en este caso mantuvieren precitos y llegare el caso de asalto, ya en él no son dignos, como comprenderéis, de la menor piedad, y deben experimentar el último rigor de la guerra a que deben quedar sujetos cualesquiera oficiales españoles que se hallan dentro. | » |
| — Felip V de Castella , 1714 | |   |

Cartes com aquesta mostren la voluntat fèrria de Felip de sotmetre Catalunya i els catalans. La repressió posterior fou l'exemple així com l'incompliment dels acords de capitulació són l'exemple més gràfic de l'obsessió del monarca contra els territoris de la corona d'Aragó. Amb tot, Berwick es prengué al peu de la lletra les indicacions de Felip V i inicià un setge a tota regla.

#### La primera paral·lela

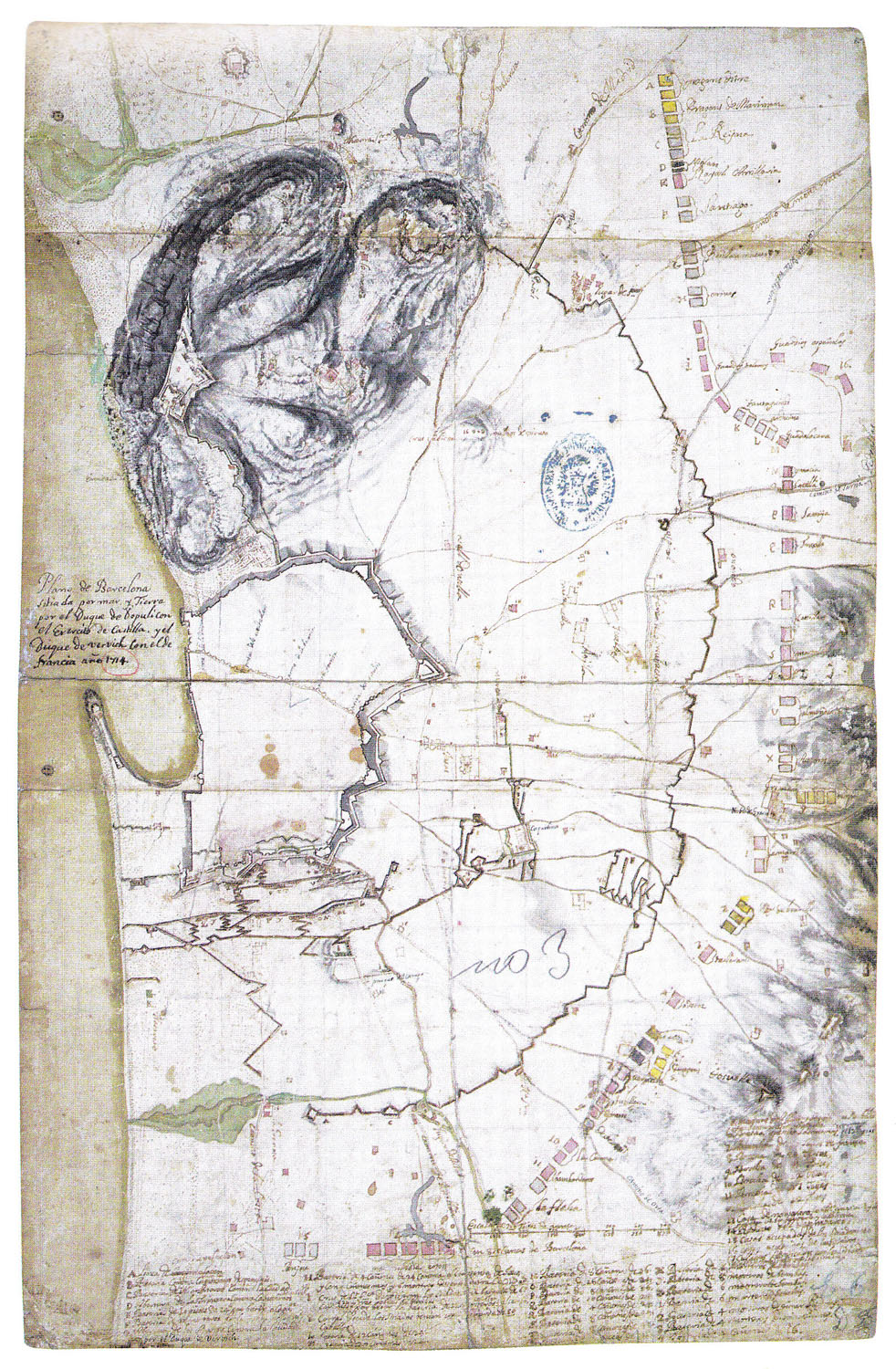
Diagrama de les trinxeres al setge de Barcelona, amb les tres paral·leles al nord-est davant la muralla (part de baix del mapa)

Berwick decidí centrar els esforços de l'assalt a la banda del Besòs, al nord-est de la ciutat. Segons l'enginyer holandès Joris Prosper Van Verboom, que havia estat pres durant un temps a Barcelona i havia estudiat l'estat de les fortificacions des de dins, aquell era el millor lloc per atacar a causa del mal estat de les muralles, la poca profunditat del vall, la facilitat d'excavar a causa de la poca consistència del terreny i el gran espai de muralla entre el Baluard de Santa Clara i el del Portal Nou. Berwick inicià, doncs, l'excavació de la primera paral·lela a la nit del 12 al 13 de juliol amb 2500 sapadors. L'endemà al matí la trinxera estava ja pràcticament acabada. El Duc de Berwick utilitzà el mètode Vauban per expugnar la plaça, fet que demostra la seriositat amb què el mariscal francès es prengué el setge que Santiago Albertí catalogà «d'atac en les formes».

#### Atac a la primera paral·lela
L'obertura de la primera paral·lela significà el començament del vertader setge contra la ciutat, que veia amb desesperació com el dia 13 es llevava amb una trinxera de més d'un quilòmetre de longitud a poca distància de la muralla. Amb tot, la desesperada situació no arronsà la resistència barcelonina, que a primera hora del matí organitzà un atac contra la trinxera amb la intenció de destruir-la. Sanpere i Miquel apunta la possibilitat que Villaroel es deixés convèncer per la pressió dels barcelonins. Fos com fos, l'atac a la primera paral·lela resultà un fracàs i ben aviat les tropes s'hagueren de reagrupar i retirar-se de nou dins la ciutat.

#### Segona paral·lela
Aviat se succeí l'excavació de la segona paral·lela, que estigué enllestida el 16 de juliol de 1714. La precisió de l'artilleria catalana en mans del general Basset tornà a destacar a causa de la mortaldat que causà entre els filipistes. Les feines d'excavació i el moviment de tropes causaren importants baixes entre els borbònics. L'enginyer Verboom escrigué:
| « | …los morteros y pedreros de la plaza, que son 24, nos desuelan bastantemente en las trincheras, como también las bombas, que hacen reventar casi todas en el aire, con que no se escapa casi casco que no atropelle alguno en una parte u otra, y al mismo tiempo poner en ellos unos pedazos de hierro y balas mosqueteras. | » |

L'eficàcia de la defensa de Barcelona resultava visible fins i tot entre les files borbòniques, que veien amb estupor com feines rutinàries amb perill nul o molt reduït es convertien en un infern. No obstant això, Berwick feu instal·lar un gran luxe de bateries, morters i canons de gran calibre, a la segona paral·lela que bombardejaren la muralla i els baluards de Santa Clara, de Llevant i del Portal Nou. Aviat s'obriren bretxes importants en els baluards i, sobretot, a la llarga muralla que unia els baluards de Santa Clara i Portal Nou: la bretxa reial. Finalment, s'obrí la tercera i última paral·lela, a pocs metres de la muralla, i que serví als sapadors borbònics per iniciar les excavacions de túnels per tal d'instal·lar mines al peu dels baluards i les muralles. Mentrestant, Villarroel havia ordenat la construcció d'una travessera a l'interior de la ciutat que serviria per reforçar les muralles en cas d'assalt.

#### Batalla del baluard de Santa Clara

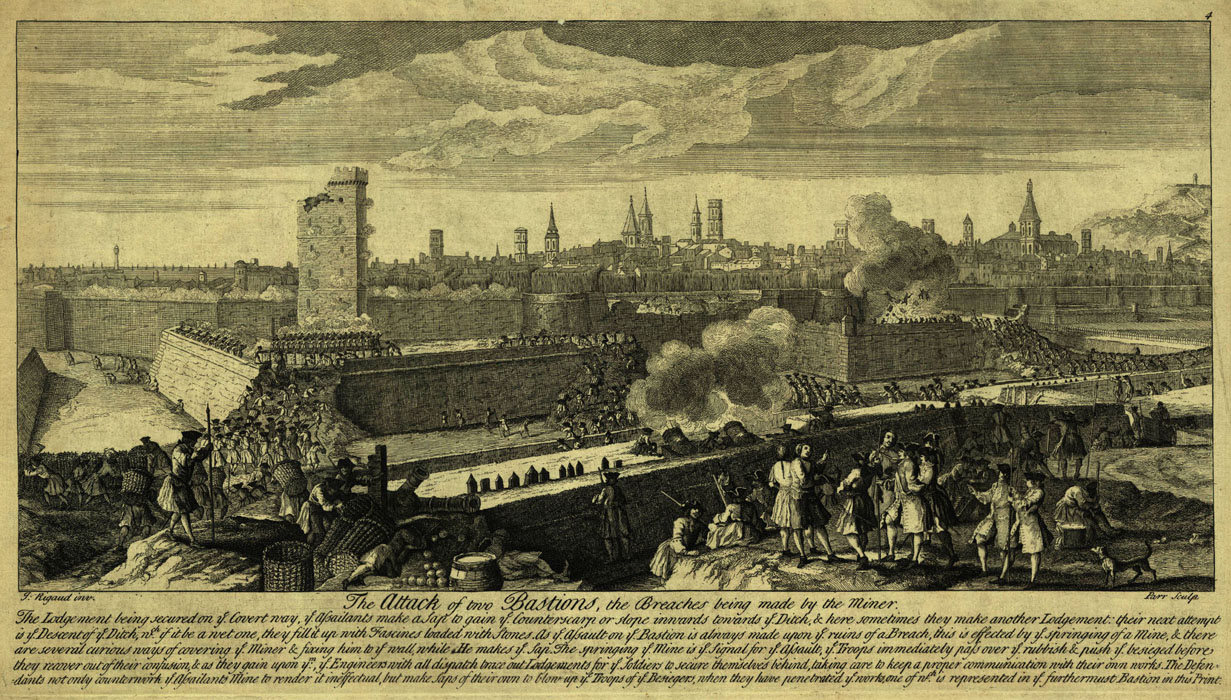
Batalla del Baluard de Santa Clara.

Finalment, Berwick decidí assaltar la ciutat el dia 12 d'agost, després d'haver patit unes 2.200 baixes en les feines d'ampliació, consolidació i excavació de les trinxeres; xifra espectacularment alta tenint en compte l'estat penós de les defenses i la fase en què es trobava el setge. Tot i que arribaren a controlar parcialment els dos baluards en una lluita molt aferrissada, Berwick tocà a retirada a causa de la dificultat d'entrar a la ciutat i les moltes baixes que estava provocant la lluita. La sagnia que significà aquell assalt per part dels borbònics feren repensar l'estratègia a Berwick, que planejà per a l'endemà la conquesta dels baluards de Santa Clara i el del Portal Nou amb la intenció d'anul·lar aquells punts avançats i poder afrontar un assalt amb més garanties. Així s'inicià la batalla del Baluard de Santa Clara que s'allargà durant els dies 13 i 14 d'agost del 1714 amb un resultat favorable als catalans, que després d'una dura lluita i moltes baixes repel·liren l'enemic.
Tot i que la Junta de Braços havia mobilitzat tots els homes majors de 14 anys, la batalla del Baluard de Santa Clara produí importants baixes entre les tropes catalanes. Berwick decidí allargar unes setmanes més els bombardeigs a les muralles per tal de fer més grans les bretxes i no exposar les seves tropes a les carnisseries dels dos assalts fallits. L'efectiu bloqueig marítim i la impossibilitat de trencar el setge per part del Marquès de Poal amb la resistència de l'exterior situà Barcelona al límit de les seves possibilitats. Les reserves de pólvora eren minses i l'aliment escassejava fins al punt que la gent moria d'inanició pels carrers.

### Darrera defensa de Barcelona: l'Onze de setembre de 1714

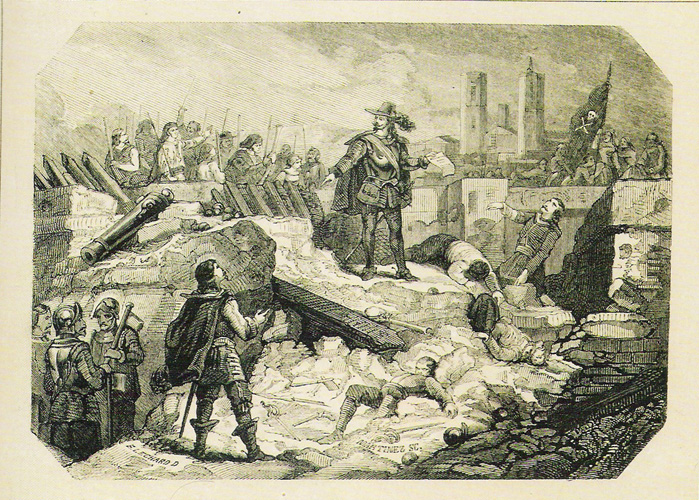
Gravat idealitzat de Joaquim Furnó i Abad en el qual es pot veure en Josep Bellver dirigint-se a l'enemic

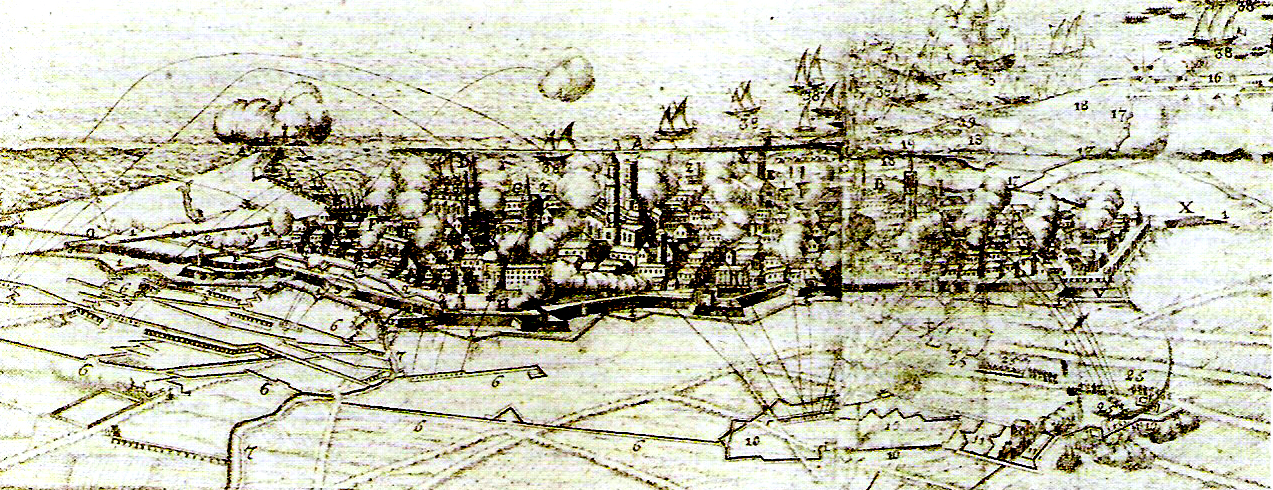
Bombardeig de Barcelona assetjada pel duc de Berwick. A l'esquerra el sistema de trinxeres paral·leles on es va instal·lar el tren d'artilleria francès que va batre la muralla de Llevant fins a obrir set bretxes. A la dreta bateria de morters instal·lada en el convent dels caputxins del mont Calvari. Al fons l'armada francesa de l'almirall Ducasse bloquejant la bocana del port de Barcelona.

Davant la desesperada situació de la plaça, el duc de Berwick, comandant de les forces assaltants, proposà obrir negociacions de capitulació el 3 de setembre. El conseller en cap de Barcelona Rafael Casanova, remarcant l'estat en què es trobaven i anunciant que la reserva de pólvora no cobria sinó les necessitats de dos o tres dies, exposà a l'assemblea de trenta membres dels Tres Comuns la conveniència de gestionar un armistici de dotze dies. Aquesta proposta no fou compartida per la majoria de membres de l'assemblea i, a través del Comandant en Cap de la Infanteria, Josep Bellver i Balaguer, s'envià als assetjants el següent text:
| «                          | Els Tres Comuns s'han reunit, i havent considerat la proposició feta per un Oficial dels Enemics responen que: no volen ni sentir, ni acceptar cap proposta de l'Enemic. | » |
| — Josep Bellver i Balaguer | |   |

Arran d'aquesta decisió dels Tres Comuns, el tinent mariscal Villarroel dimití com a general comandant de l'exèrcit i sol·licità la seva evacuació de la ciutat; els consellers li anunciaren que s'esperava el següent comboi procedent de Mallorca a la tarda de l'11 de setembre. Durant l'assalt general borbònic del mateix dia, tornarà a agafar les regnes de la defensa de la ciutat.
La matinada de l'11 de setembre, les tropes borbòniques llançaren l'assalt general. Transcorregudes unes hores de batalla en defensa dels baluards, la infanteria borbònica començà a penetrar dins de la ciutat de Barcelona. A les vuit del matí, les tropes catalanes llençaren el primer contraatac, liderades pel Conseller en Cap Rafael Casanova que arengava les tropes mentre onejava la Bandera de Santa Eulàlia, venerada pels barcelonins (segons la tradició, l'estendard de Santa Eulàlia tan sols podia treure's en el moment en què Barcelona corregués un greu perill); el flanc dret, únic sector de l'atac borbònic en què el mariscal francès Berwick confià a les tropes franco-espanyoles, començà a retirar-se desordenadament davant l'escomesa de les tropes catalanes liderades pel Conseller en Cap Rafael Casanova, que acabà provocant una desbandada general de les tropes franco-espanyoles a tot el sector.
| «                                                                                                 | Todos a un tiempo montaron la brecha, españoles y franceses; el valor con que lo ejecutaron no cabe en la ponderación. Más padecieron los franceses, porque atacaron lo más difícil. | » |
| — Vicente Bacallar, Comentarios de la guerra de España, e historia de su Rey Phelipe V el animoso | |   |

| «                                                                                                 | Cargados los catalanes de esforzada muchedumbre de tropas, iban perdiendo terreno. Los españoles cogieron la artillería que tenían plantada en ha esquinas de las calles, y la dirigieron contra ellos. | » |
| — Vicente Bacallar, Comentarios de la guerra de España, e historia de su Rey Phelipe V el animoso | |   |

| «                                                                                                 | Los españoles, que por los lados poseían gran parte de la ciudad, viendo, habían retrocedido los franceses, también ellos se retiraron a la brecha; todos empezaban nueva acción. | » |
| — Vicente Bacallar, Comentarios de la guerra de España, e historia de su Rey Phelipe V el animoso | |   |

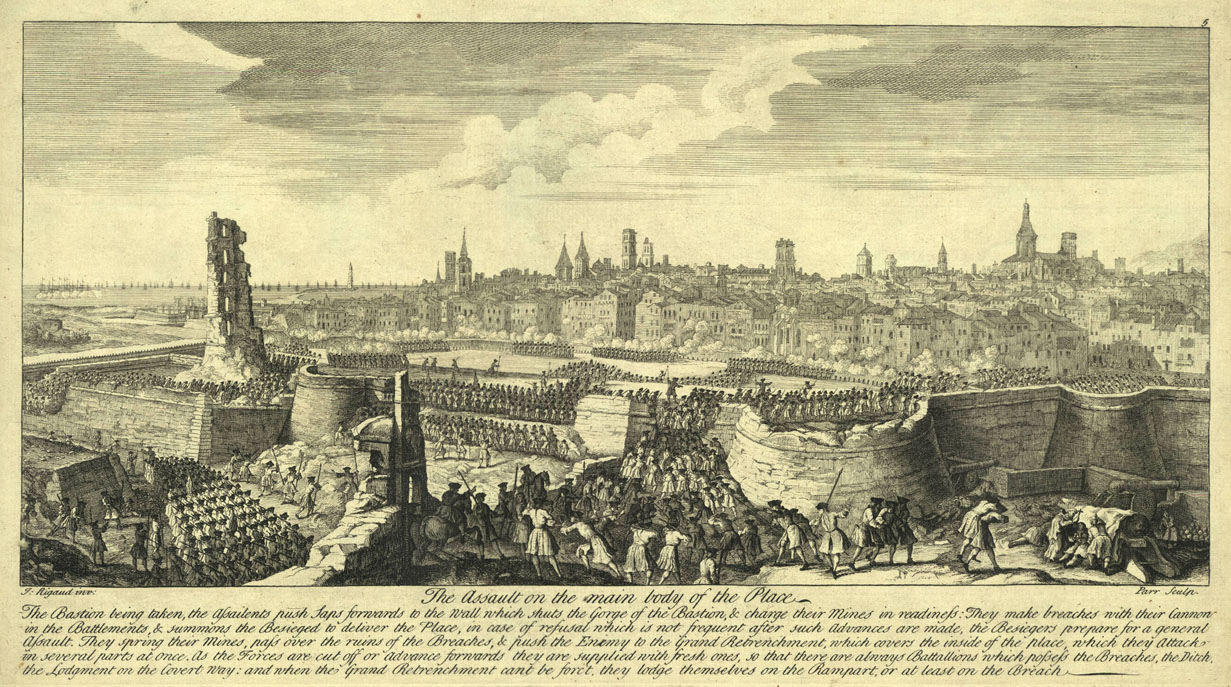
Assalt final de les tropes borbòniques sobre Barcelona l'11 de setembre de 1714.

Representació de Villarroel que liderava l'altre contraatac de cavalleria pel passeig del Born i l'antic pla d'en Llull

L'assalt es prolongà durant tot el dia amb intensos combats pels carrers. Els principals punts d'enfrontament se situaren al Convent de Sant Agustí, amb el Coronel Pau de Thoar i Grec al capdavant del regiment de la Immaculada Concepció amb la missió de contenir l'avanç de les tropes borbòniques pel centre de la ciutat; entre el Baluard del Portal Nou i el Baluard de Sant Pere, on se situà Rafael Casanova amb la bandera de Santa Eulàlia; i finalment a les barricades del Palau Reial Nou, prop del port, on se situà la bandera de Sant Jordi i caigué ferit el General Joan Baptista Basset. Cap a les dotze del migdia del mateix dia, Casanova resultà ferit d'un tret a la cuixa, fet que l'obligà a retirar-se de la batalla.
El comunicat emès pel Consell dels Tres Comuns, on no participaren ni el general en cap Antoni de Villarroel, ni el conseller en cap de Barcelona Rafael Casanova, que estaven ferits, deia així:
| « | …donen testimoni als venidors que han executat les últimes exhortacions i esforços, protestant de tots los mals, ruïnes i desolacions que sobrevinguessen a nostra comuna i afligida pàtria, i extermini en tots en esclavitud al domini francès, se confia de tots, com vertaders fills de la Pàtria, amants de la llibertat, acudiran als llocs senyalats, a fi de derramar gloriosament sa sang i sa vida, per son Rei, per son honor, per la Pàtria i per la llibertat de tot Espanya. | » |

El front s'estabilitzà cap a les dues del migdia, fet que permeté iniciar l'anàlisi de la situació. Antoni de Villarroel proposà dues sortides alternatives: iniciar un doble atac per la recuperació dels baluards del Portal Nou i de Llevant o la capitulació. Finalment, la majoria dels membres del Govern, reunits al Baluard de Sant Antoni, decidiren iniciar les negociacions amb l'exèrcit borbònic per exigir capitulacions.

### Dotze de setembre de 1714: exigència de capitulacions

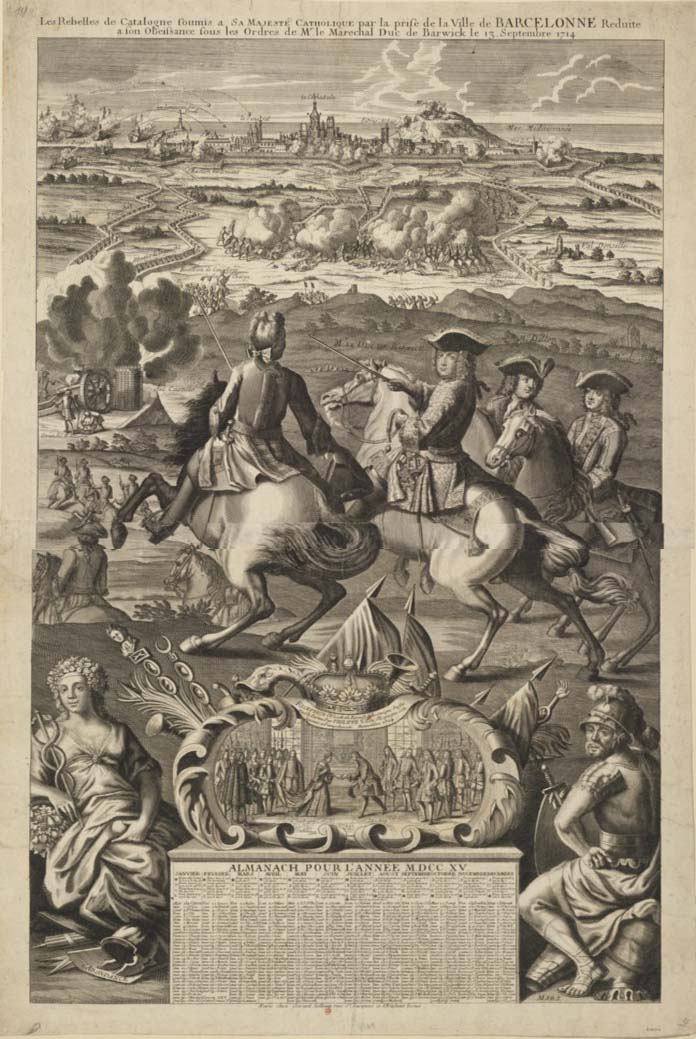
Almanac francès de 1715 que celebra la presa de Barcelona pel Mariscal Duc de Berwick el 13 de setembre del 1714.

Les converses amb l'exèrcit borbònic es prolongaren fins al dia 12, car Felip V no volia res més que la rendició incondicional. Tanmateix, finalment, a causa de l'exigència de les autoritats catalanes que es negaven a acceptar cap mena de rendició incondicional, Berwick avalà el següent document:
| « | Encara que els de Barcelona hagin esperat massa per implorar la clemència del Rei, S.E. el Sr. Mariscal Duc de Berwick vol tenir tanmateix la bondat de no usar envers ells el darrer rigor de la guerra. I, com que vol conservar en lloc de destruir els súbdits de S.M.C., ha judicat a propòsit de concedir per gràcia la vida a tots els habitants, i a d'altres persones que es troben a Barcelona. Com també d'impedir que la ciutat sigui lliurada al pillatge, i que cadascú hi pugui viure a casa seva com abans, sense ser inquietat per raó del que ha fet ara contra el Rei. Quant a les tropes reglades que es troben a la plaça, es retran a discreció, de conformitat als costums de la guerra i, tal com s'esdevé en casos semblants, els serà concedida la vida. Tots es retiraran demà dia 13 al matí, a punta de dia, dins la Rambla, i tot seguit en passaran avís al marquès de Guerchy, el qual enviarà guàrdies a totes les portes de la Rambla per impedir que cap soldat de l'exèrcit hi pugui entrar. Posarà igualment guàrdies a les esglésies i als convents. Avui, a les sis de la tarda, lliuraran Montjuïc, i les tropes que hi entraran posaran guàrdies als llocs que seran demanats, per tal de conservar als habitants els efectes de propietat que podran tenir a Montjuïc, i de seguida retran la fortalesa. Hom posarà al Palau les armes de les tropes reglades, i de les altres tropes de la ciutat, per remetre-les a l'oficial que M. de Guerchy enviarà de part seva. Donaran un estat de tots els magatzems i de tots els cavalls de la cavalleria. Trametran una ordre al comandant de Cardona de lliurar el castell. (traducció del francès) | » |

### Tretze de setembre de 1714: entrada de les tropes borbòniques a Barcelona
Només d'aquesta manera, el 13 de setembre de 1714 i rebutjant frontalment una rendició incondicional, accediren les autoritats catalanes que les tropes borbòniques entressin a Barcelona. Tot i que la ciutat no fou saquejada, els acords de respectar la vida i la llibertat dels defensors de Barcelona no foren respectats.

## Balanç del setge

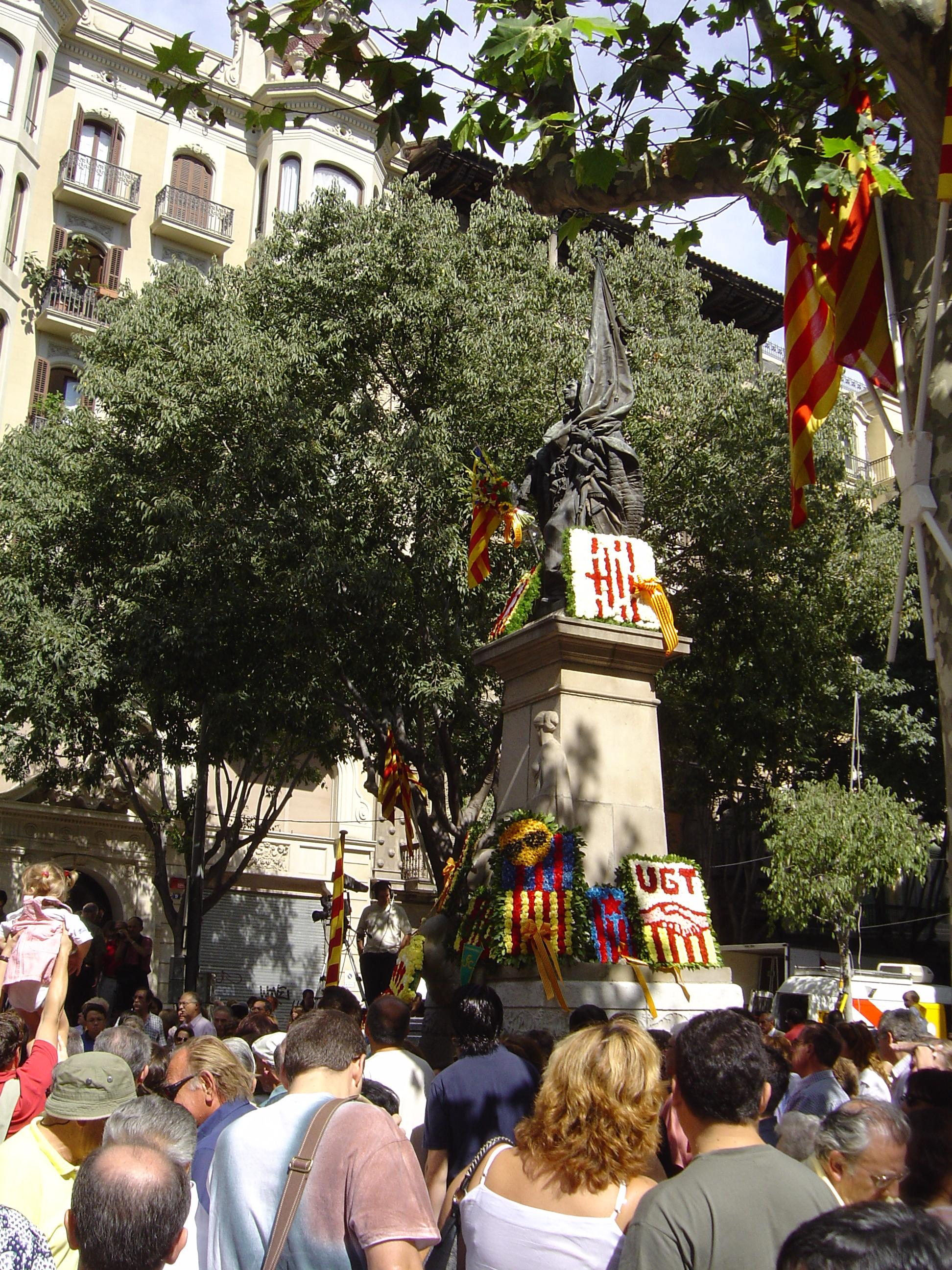
Monument a Rafael Casanova un 11 de setembre

Es fa difícil fer un recompte de morts i ferits, sobretot de la banda borbònica a causa de les contradiccions dels documents de l'època. Els historiadors calculen que el total de baixes catalanes està al voltant de 6.850 persones i les borbòniques prop de les 15.000 entre el 25 de juliol de 1713 i l'11 de setembre de 1714. També se sap que durant el setge caigueren sobre Barcelona unes 30.068 bombes que destrossaren completament un terç de la ciutat i en malmeteren molt un altre terç.
Després de la capitulació les autoritats borbòniques, amb Joan Francesc de Bette com a nou governador, empresonaren pràcticament tots els destacats membres austriacistes que havien defensat Barcelona. El tinent mariscal Antoni de Villarroel fou empresonat i va passar els darrers anys de la seva vida en el Castell de Santo Antón de la Corunya fins a morir el 22 de febrer de 1726 en una cel·la que s'inundava amb les onades de la mar, les quals li van fer patir d'una paràlisi total de les cames. El general Basset va morir a Segòvia, després de ser excarcerat de l'Alcàsser. pobre, malalt i assistit pels jesuïtes, el 15 de gener del 1728 i enterrat per caritat a l'església de Santa Eulàlia. Milers de persones s'exiliaren a Viena a servir l'exèrcit imperial i d'altres restaren a Catalunya, com Rafael Casanova.
Ben aviat començaren les obres d'enderrocament de bona part del barri de la Ribera, cases, tallers, inclòs el Convent de Santa Clara foren ensorrats per a la construcció de la Ciutadella. La Ciutadella fou una fortificació destinada no pas a la protecció de la ciutat sinó a la vigilància i el control d'aquesta, fet inèdit a tot Europa.
A Casanova se'l traslladà al col·legi de la Mercè, on se li practicà una primera cura. Després de caure la ciutat en mans de les forces borbòniques, temorosos de la repressió enemiga, alguns familiars i amics de Casanova decidiren, davant la impossibilitat d'organitzar-li una fugida, de fer-lo passar per mort.
Els vint-i-cinc caps militars de la defensa de Barcelona i el mateix Villarroel, ferit, van ser empresonats.
El General Moragues fugia el 1715 amb altres patriotes catalans cap a Mallorca on encara seguia la lluita. En un segon intent per deixar Barcelona, i després de ser delatats, els fugitius foren presos el 22 de març. Moragues, juntament amb els capitans Jaume Roca i Pau Macip, fou jutjat, torturat, mort a garrot vil i el seu cadàver esquarterat. El seu cap, com a escarni, fou posat en una gàbia de ferro que es va penjar al Portal del Mar de Barcelona, on restaria dotze anys, a desgrat de la seva vídua.
Aquell mateix setembre, Cardona darrer bastió català, capitulà finalitzant la guerra al Principat. Mallorca i les Pitiüses caigueren un any més tard (l'11 de juliol de 1715). Tots aquests territoris foren annexionats a Castella, Només Menorca, sota l'ocupació dels anglesos, conservarà durant un segle una certa llibertat.
El juny del 1707 es publicaren els Decrets de Nova Planta referents al País Valencià i Aragó i el 1716 es publicaren els de Catalunya i Mallorca, que posaren fi jurídicament a la independència política de la Corona d'Aragó, prohibint l'ús del català a les administracions i establint un sistema institucional uniforme a tots els dominis hispànics (els corregiments i la Reial audiència). Amb la victòria borbònica, el 1714 es va imposar una censura fèrria i la premsa, sense llibertat, pràcticament va deixar d'existir. Per editar un diari calia un privilegi, com el que va obtenir el Diario de Barcelona el 1792.
L'onze de setembre s'ha convertit en la Diada Nacional de Catalunya, en la que es commemora la caiguda de Barcelona l'any 1714. Amb això, també es recorda la consegüent abolició de les institucions i llibertats civils catalanes.